# Neita major
Neita major är en fjärilsart som beskrevs av Henry Trimen 1906. Neita major ingår i släktet Neita och familjen praktfjärilar. Inga underarter finns listade i Catalogue of Life.